# Deutsches Haus (Marienfeld)

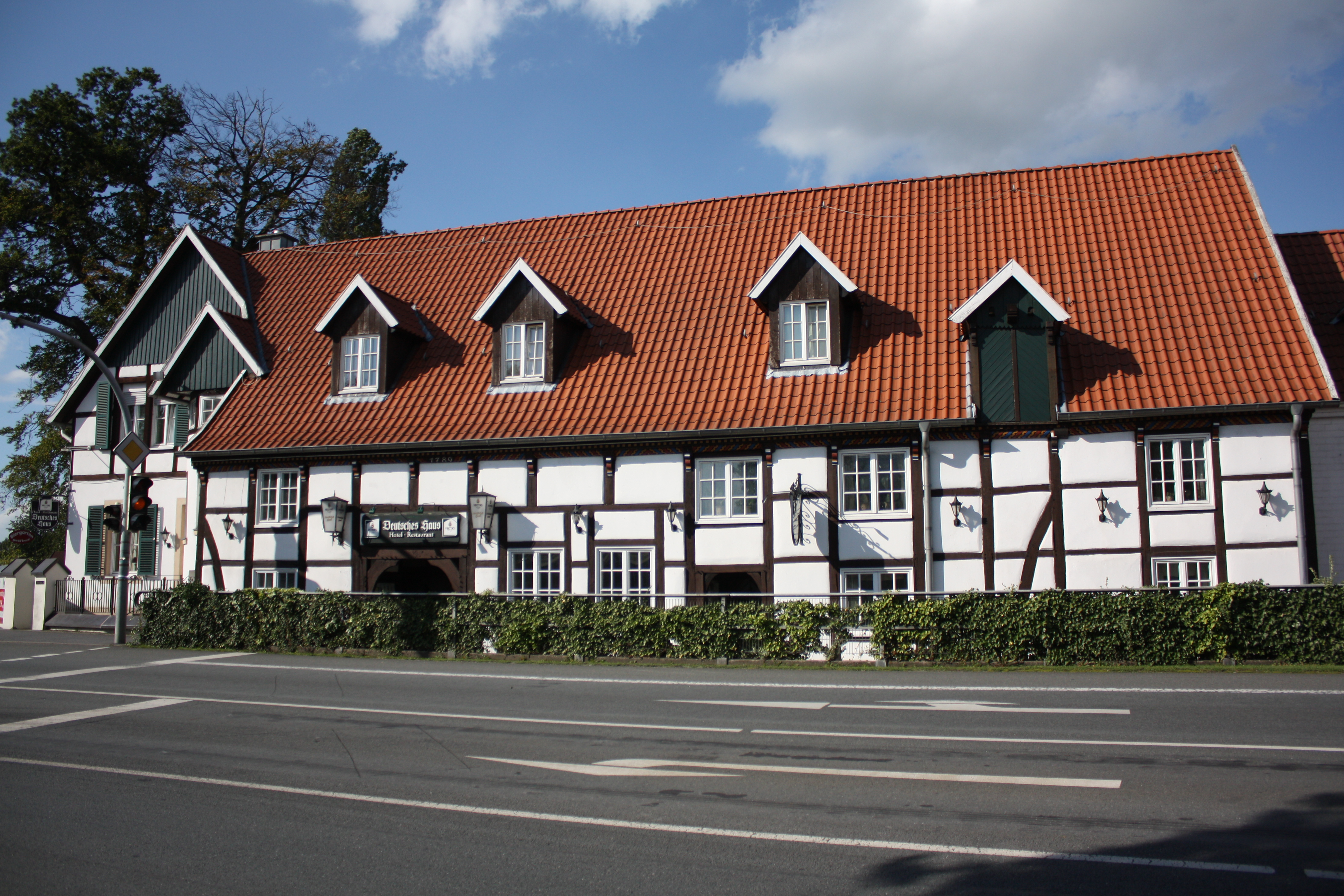
Deutsches Haus, Marienfeld

Das Deutsche Haus ist ein zuletzt als Hotel und Restaurant genutztes denkmalgeschütztes Fachwerkhaus im Harsewinkeler Ortsteil Marienfeld im Kreis Gütersloh, Nordrhein-Westfalen. 

## Geschichte
Das Deutsche Haus wurde 1789 als Bäckerei und Kolonialwarengeschäft errichtet. Seit 1851 lässt sich eine Poststation nachweisen, die vermutlich seit dem 18. Jahrhundert dort existierte. Um 1900 erhielt das Gebäude im Westen einen Anbau mit Türmchen. Weiterhin ließ Anton Viehmeier den „Afrikasaal“ und den Wintergarten einrichten.
1938 eröffnete der Flughafen Gütersloh und es wurden Tanzveranstaltungen angeboten, die von jungen Frauen aus der gesamten Region frequentiert wurden. Gegen Ende des Zweiten Weltkrieges wurde in den Räumlichkeiten ein Lazarett eingerichtet. Bis 1967 diente das Gebäude dann als Gasthaus Viehmeier. Am 5. August 1973 entstand durch einen Kurzschluss in der Elektroinstallation gegen fünf Uhr morgens im Gebäude ein Schwelbrand, bei dem ein Sachschaden von mehr als 350.000 DM entstand. Der bisherige Pächter Rowan aus Österreich gab das Gebäude danach auf.
1974 erwarb der Textilhändler Bruno Kleine das Haus und fand im Afrikasaal eine Möglichkeit, sein erstes Bekleidungsgeschäft zu eröffnen. Nachdem er auf dem angrenzenden Gelände einen Neubau fertigstellen konnte, pachtete Familie Seifert die Immobilie und betrieb dort für etwa zehn Jahre die Gaststätte „Le coq d'or“.
Am 5. Juli 1991 wurde das Haus unter der Nummer 41 in die Liste der Baudenkmäler in Harsewinkel eingetragen. Bis 1999 wurde es umfangreich renoviert und eröffnete unter Jeroen Hemme mit neuen Gästezimmern. Zum 13. Juli 2014 gab der Pächter den Betrieb auf. Ab dem 5. Oktober 2015 vermietete die Familie Kleine das Gebäude an die Stadt Harsewinkel, die es als Flüchtlingsunterkunft für bis zu 30 Personen nutzt. Seit 2016 gibt es keine Nutzung für dieses Gebäude.

## Architektur
Das Vierständerhaus mit Satteldach erstreckt sich in Ost-West-Richtung und steht traufständig zur Bundesstraße 513. Die Gefache sind verputzt. Die Traufknaggen der Südseite sind profiliert mit geschnitzten Füllhölzern dazwischen. Darüber befindet sich ein Zahnschnittfries. Am Ostende der Südseite existiert ein Zwerchhaus mit einer Ladeluke.